# هيسايوشي تاناكا
هيسايوشي تاناكا (مواليد 13 يناير 1979) هو سبّاح ياباني، مثّل بلاده في الألعاب الأولمبية الصيفية 2000.

## روابط خارجية
هيسايوشي تاناكا على موقع الاتحاد الدولي للسباحة (الإنجليزية)
- هيسايوشي تاناكا على موقع أوليمبيديا (الإنجليزية)